# Ganga coronada
La ganga coronada (Pterocles coronatus) és una espècie d'ocell de la família dels pteròclids (Pteroclididae) que habita deserts de l'Àfrica Septentrional i Àsia Occidental, des del sud del Marroc, Sàhara Occidental i nord de Mauritània, cap a l'est, fins al nord del Sudan i Egipte (incloent la Península de Sinaí), Israel i Aràbia, cap a l'est, a través del sud d'Iraq, Iran i Afganistan fins a l'oest del Pakistan.